# Балтер Гіта Абрамівна
Гіта Абрамівна Балтер (нар. 4 березня 1911, Тифліс — 7 квітня 1985, Москва) — радянський музикознавець, теоретик музики, педагог, лексикограф. Перекладачка, автор-укладач словників німецької музичної термінології.

## Біографічна довідка
Дочка керуючого грузинським відділенням чаеторгової фірми Висоцького.
В 1921 р. разом з родиною переїхала до Риги, в 1925–1927 вчилася як піаністка в берлінській Консерваторії Штерна у Фріца Масбаха.
Наприкінці 1920-х самостійно повернулася в Радянський Союз та за сприяння Карла Радека отримала радянське громадянство. Закінчила історико-теоретичне відділення Московської консерваторії (1937), учениця Льва Мазеля.
В 1938–1941 викладала музично-теоретичні дисципліни в Московській консерваторії.
Під час війни евакуйована до Пензи.
Після арешту та розстрілу чоловіка, економіста Залмана Красинского, була 1942 р. заарештована і за вироком Особливої наради при УНКВС СРСР від 30 січня 1943 як «член сім'ї зрадника Батьківщини» вислана разом з дев'ятирічним сином Олександром в Павлодарську область Казахстану. Працювала в радгоспі на різанні кізяка, потім музичним працівником в дитячому садку, потім в обласній філармонії, потім була призначена першим директором створеної в Павлодарі музичної школи, яку і очолювала до 1955 р.
У 1956 була реабілітована, деякий час викладала в Ташкентській консерваторії, потім повернулася в Москву, до кінця життя викладала теоретичні дисципліни в Музичному училищі ім. Гнесіних.
Похована на Рогозькому кладовищі в Москві.

## Основні публікації
Уклала перший в СРСР «Музичний словник спеціальних термінів та виразів німецько-російський та російсько-німецький» (Москва — Лейпциг, 1976), редактор російського розділу семіязичного довідника музичної термінології «Terminorum musicae index septem linguis redactus» під редакцією Хорста Лейхтман (Будапешт — Кассель, 1980). Переклала з німецької мови книгу Е. Курта «Романтична гармонія та її криза в „Трістані“ Вагнера» (1975).

## Родина
- Дядько — видавець Зіновій Гржебін (1877—1929)[5].
- Брат Павло Абрамович Балтер (1908—1941), архітектор, розстріляний 27 липня 1941 за звинуваченням у шпигунстві.